# Gazeta Podhalańska
«Gazeta Podhalańska» — польский литературно-общественный и культурный журнал, выходивший в городе Новы-Тарг в период с 1913 года по 1935 год как еженедельник, в 1946—1947 годах выходил один раз в две недели. Журнал публиковал на своих страницах статьи, посвящённые культурной и общественной жизни Подгалья, польских частей Спиша и Оравы. На страницах журнала публиковались литературные дебюты писателей из Подгалья.
Журнал основал в 1913 году польский общественный деятель Подгалья Ян Беднарский. Он же в первые годы существования журнала занимался его изданием. В 1913—1914 года главным редактором журнала был писатель и поэт Феликс Гвиждж. До Первой мировой войны журнал был неофициальным органом гуральской общественной организации «Союз подгалян» (Związek Podhalan) и в 1919—1920 годах — неофициальным органом Польского плебисцитного комиссариата.
Одним из главных редакторов журнала был польский этнограф и краевед Юлиуш Зборовский.
Последний номер журнала вышел в 1947 году.